# Електроскутер

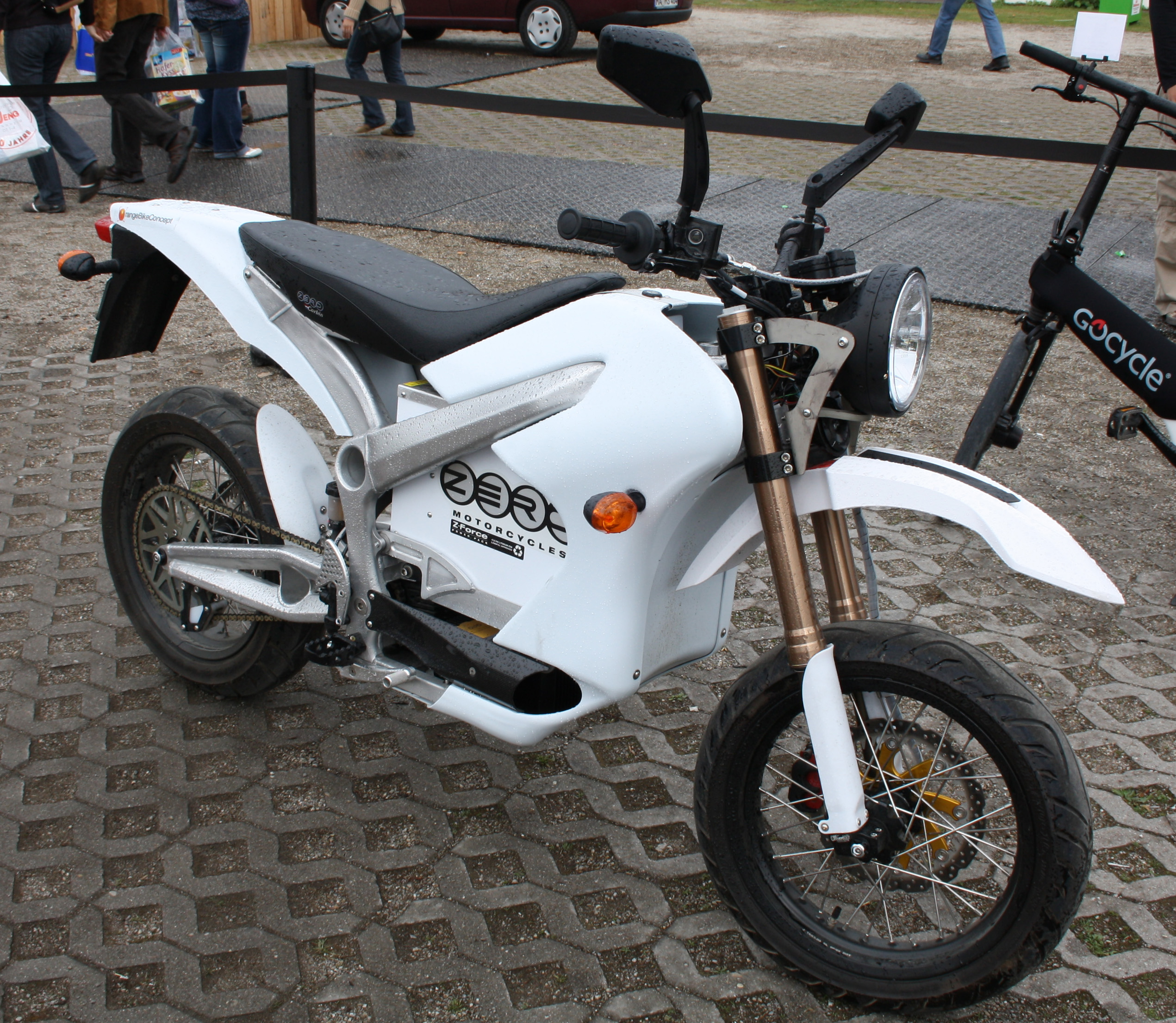
Електроскутер, Zero Motorcycles

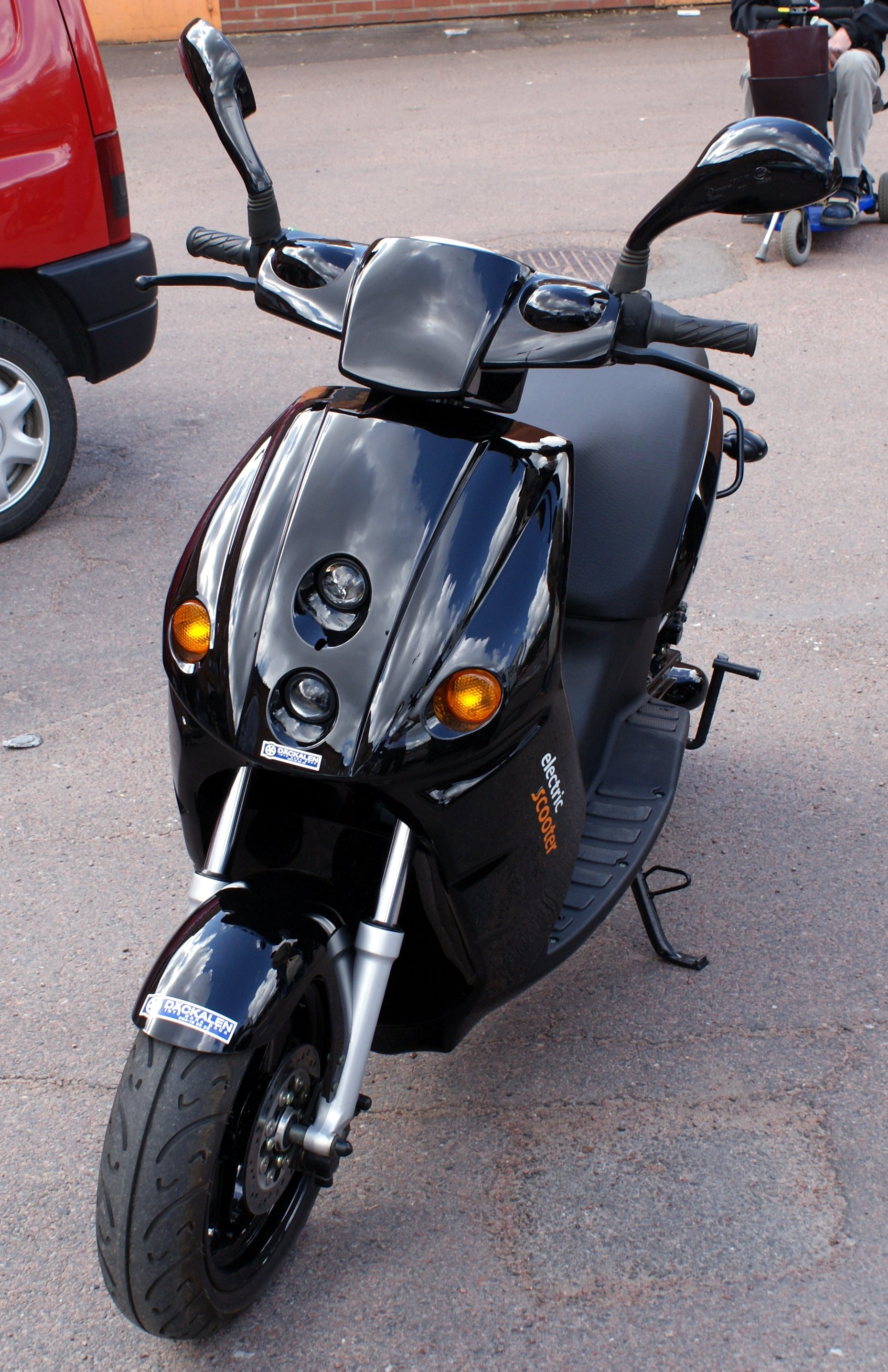
E-max electric scooter

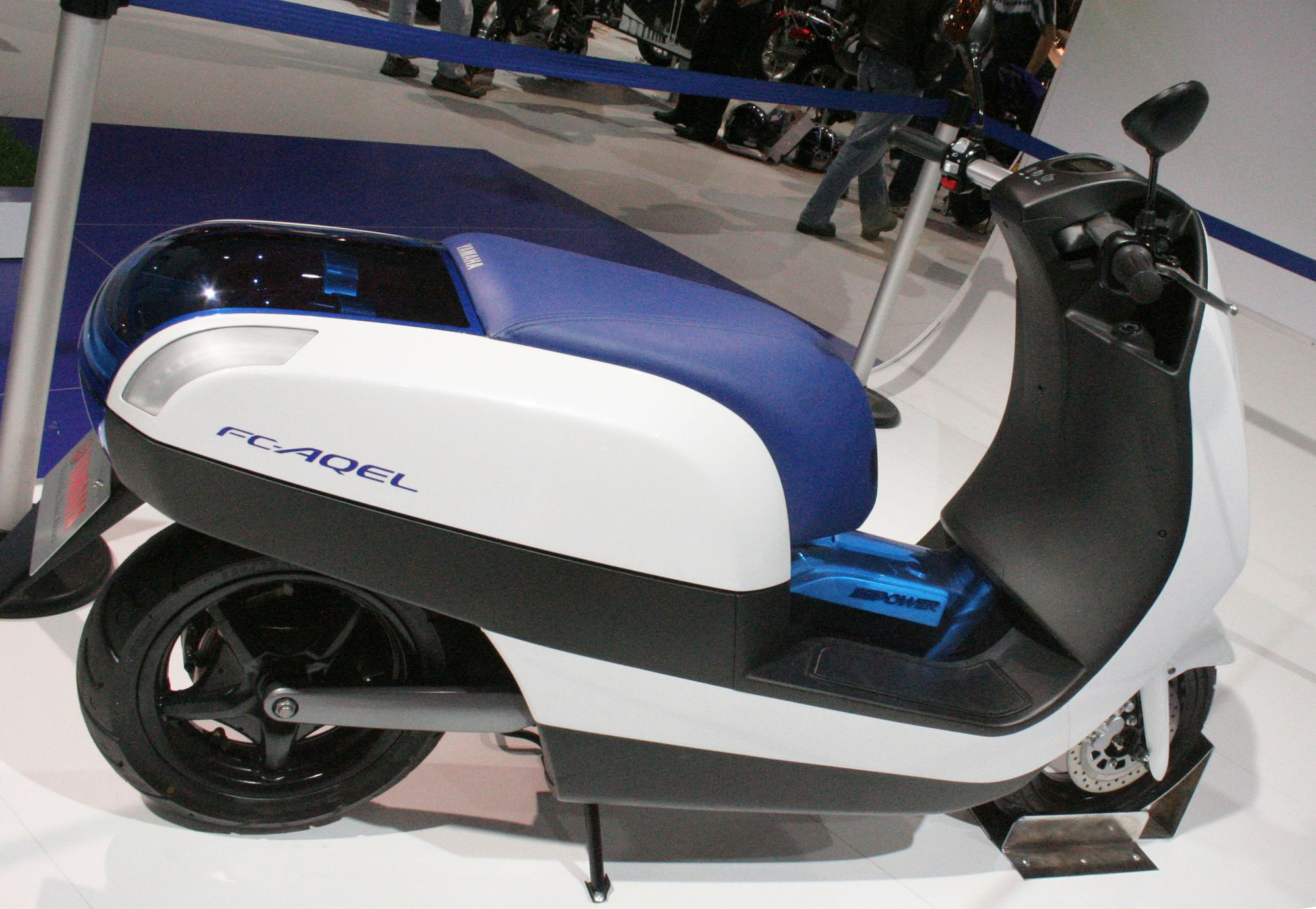
Скутер Yamaha FC-AQEL з силовою установкою на водневих паливних елементах. 2006 рік.

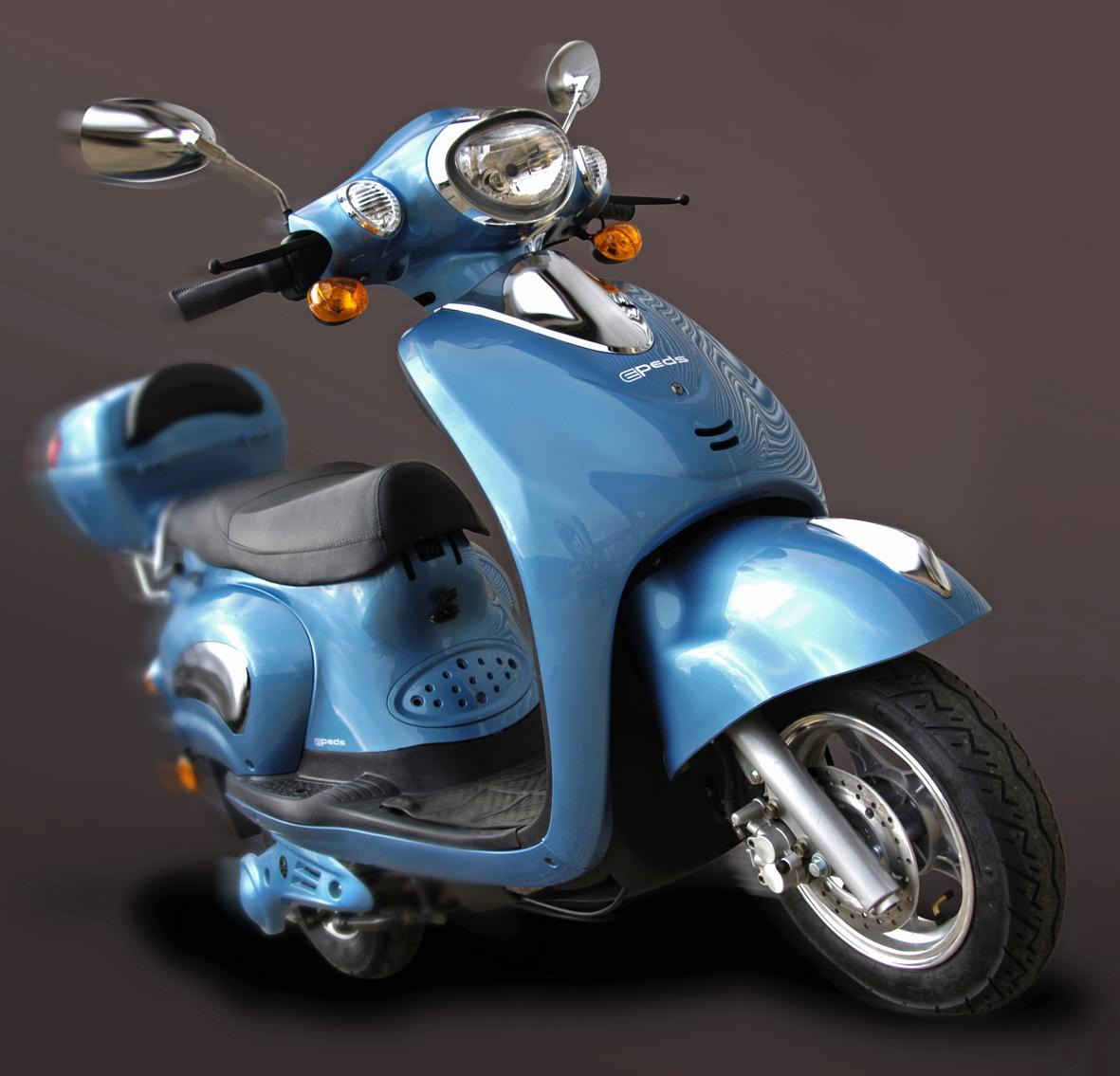
Stylish Eped City, Epeds Uk Ltd

Електроскутер — транспортний двох- або триколісний транспортний засіб, який використовує електродвигун. Також існує «водний електроскутер» (різновид електрохода) і «підводний електроскутер» — електричні транспортні засоби для пересування по воді і під водою відповідно.

## Історія
- В 1860-х вперше згадується про патенти на електромотоцикли.
- В 1911 році були створені дослідні зразки (EM History: 1911 Popular Mechanics)
- Перший серійний електроскутер створила компанія Peugeot в 1996 році. Електроскутер отримав назву Scoot’Elec. Потужність даного транспортного засобу становила 2,8 кВт (4 к.с.).
- У 2007 році мотоцикл «KillaCycle» на літій-іонних акумуляторах, встановив новий світовий рекорд швидкості, дистанцію ¼ милі, він подолав за 7,824 сек (270 км/год) в Феніксі, США.
- Електроскутером також називають різновидність інвалідних візків з електроприводом.

Особливою популярністю електроскутер почав користуватися на початку XXI століття.

## Джерело живлення
Як джерело живлення в електроскутері використовується Електричний акумулятор, або водневий паливний елемент. Станом на 2008 рік переважна більшість електроскутерів використовує літій-іонний або свинцево-кислотний акумулятор (дешевший варіант). В середньому для повної зарядки акумулятора необхідно 4-8 години. Відстань яку долає транспортний засіб на одній зарядці складає від, 30 до 150 км.

### Гібридний
Honda розробила експериментальний гібридний скутер внутрішнього згоряння/електричний скутер. Yamaha також розробила гібридний концептуальний мотоцикл під назвою Gen-Ryu. Він використовує 600cc двигун і додатковий електродвигун. Piaggio MP3 Hybrid використовує 125-кубовий двигун і додатковий двигун потужністю 2,4 кВт.

## Переваги і недоліки
Переваги в порівнянні з бензиновим скутером
- Низький рівень шуму
- Низькі експлуатаційні витрати (електроенергія дешевша за бензин,  не має необхідності регулярно замінювати мастило)
- Відсутність дорожнього збору, не стягується плата за паркування (в Євросоюзі і США)
- Відсутній викид окису вуглецю в атмосферу (дружелюбний до довкілля, за умови використання електроенергії отриманої екологічно чистим шляхом)
- Можлива експлуатація в закритих приміщеннях

Недоліки в порівнянні з бензиновим скутером
- Висока початкова ціна
- «Проходження» меншої відстані на одній «заправці»
- Витрачається значна кількість часу, для відновлення роботоздатності акумулятора.